# Schefflera abyssinica
Schefflera abyssinica är en araliaväxtart som först beskrevs av Ferdinand von Hochstetter och Achille Richard, och fick sitt nu gällande namn av Hermann August Theodor Harms. Schefflera abyssinica ingår i släktet Schefflera och familjen araliaväxter. Inga underarter finns listade.